# حركة الشباب اللبنانية
حركة الشباب اللبنانية وتعرف أيضًا باسم مجموعة مارون خوري، وهي ميليشيا يمينية متطرفة قاتلت خلال الفترة بين الأعوام 1975-1977 من الحرب الأهلية اللبنانية.

## النشأة
تأسست حركة الشباب اللبنانية في أوائل السبعينات من القرن الماضي كرابطة تجمع طلاب جامعيين في اليمين الماروني والذين عارضوا بشدة اتفاق القاهرة 1969 ووجود فصائل منظمة التحرير الفلسطينية في لبنان، وكان تأسيس الحركة على يد بشير مارون الخوري نجل نعيم الخوري الذي ترأس سابقًا منطقة الدكوانة في شرق بيروت.

## المعتقدات السياسية
نشأت أيديولوجية الحركة بناءًا على النظريات الفينيقية المتطرفة التي تبنتها حركة حراس الأرز، وتمتاز بأنها معادية للشيوعية ومعادية للفلسطينيين.

## مشاركة حركة الشباب اللبنانية في الحرب اللبنانية بين الأعوام 1975-1977
انضمت حركة الشباب اللبنانية إلى الجبهة اللبنانية في شهر كانون الثاني من العام 1976، وكونت الميليشيا الخاصة بها من خلال التدريب والأموال والأسلحة المقدمة من قبل حزب الكتائب اللبنانية وإسرائيل. تكونت الحركة من قرابة 500-1000 مقاتل مدعومين بقوة ميكانيكية صغيرة كانت في السابق للجيش اللبناني ومكونة من سيارات عسكرية مصفحة بنهارد إيه إم إل وسيارات مدرعة وشاحنات مسلحة من موديلات لاند روفر II ,III وتويوتا لاند كروزر (J40) وودودج باور واجون W200 وجي إم سي سييرا كاستوم K25 / K30 وشيفروليه C-10 مزودة بمدافع رشاشة ثقيلة وبنادق عديمة الارتداد ومضادات للطائرات. كان نشاط الحركة التي تولى بشير مارون قيادتها بشكل شخصي متمركزًا في مناطق رأس الدكوانة وعين الرمانة والمنصورية، وكانوا يديرون الأجزاء المحلية من الخط الأخضر. كما قاتلوا أيضًا في مناطق أخرى شهدت معارك مثل: معركة الفنادق، مما أكسب المقاتلين سمعة شرسة.

## النزاع
وعلى الرغم من ذلك، فقد اشتهر أعضاء الحركة بوحشيتهم. حيث قام رجال مسلحون تابعون لحركة الشباب اللبنانية بين شهري كانون الثاني وآب من العام 1976 بالمشاركة في مذابح ومحاصرة لمخيمات اللاجئين الفلسطينيون الواقعة في بلدة ضبية الساحلية في قضاء المتن، وفي الكرنتينا والمسلخ وتل الزعتر في شرق بيروت. في المعركة الأخيرة، كثفت حركة الشباب اللبنانية الحصار المفروض على مخيم اللاجئين عبر شن هجوم عسكري واسع النطاق جنبًا إلى جنب مع حزب الكتائب اللبنانية في تاريخ 22 حزيران. وأدت القسوة التي أظهرها أفراد الحركة إلى اكسابهم لقب "أشباح المقابر"، إذ كان رجال بشير مارون عادة ما يشاهدون مرتديين قِلادات مصنوعة من أعضاء بشرية قطعت من ضحاياهم.

## تفكك الحركة
تم استيعاب حركة الشباب اللبنانيين لاحقًا في هيكل القوات اللبنانية في عام 1977، لتتوقف بعد ذلك عن التواجد كمنظمة مستقلة. ولعبت الحركة تحت قيادة القوات اللبنانية دورًا رئيسيًا في طرد الجيش السوري من شرق بيروت المسيطر عليها من قبل المسيحيين في شهر شباط من العام 1978 أثناء حرب المائة يوم.